# Dunkle Röhrennasenfledermaus
Die Dunkle Röhrennasenfledermaus (Murina fusca) ist eine Fledermausart der Gattung Murina. Sie ist bislang nur aus der chinesischen Provinz Heilongjiang bekannt.

## Merkmale
Die Dunkle Röhrennasenfledermaus ist eine mittelgroße Fledermausart und erreicht eine Kopf-Rumpf-Länge von etwa 58 Millimetern und eine Schwanzlänge etwa 34 Millimetern. Die Hinterfüße sind 8 Millimeter lang, die Ohren haben eine Länge von 18 Millimetern. Das Rückenfell ist dunkel rauchgrau und durch einzelne längere weiße Haare durchsetzt, die Bauchseite ist etwas heller grau. Die Unterarmlänge beträgt 40 Millimeter. Das Rückenfell reicht bis auf die Schwanzflughaut (Uropatagium) und auch die Hinterfüße sind behaart.
| 2 | · | 1 | · | 2 | · | 3 | = 34 |
| 3 | · | 1 | · | 2 | · | 3 | = 34 |

Der Schädel ist kompakt gebaut und erreicht eine Länge von etwa 17 Millimetern. Er besitzt keinen Sagittalkamm und der Hinterkopf ist kaum vorspringend. Wie andere Murina-Arten besitzen die Tiere jeweils zwei Schneidezähne (Incisivi), einen Eckzahn (Caninus), zwei Vorbackenzähne (Praemolares) und drei Backenzähne (Molares) in einer Oberkieferhälfte. Im Unterkiefer ist ein Schneidezahn pro Kieferhälfte mehr vorhanden, insgesamt besitzen sie entsprechend 34 Zähne.

## Verbreitung
Die Dunkle Röhrennasenfledermaus ist bislang nur vom Fundort des Typusexemplars (terra typica) in der chinesischen Provinz Heilongjiang bekannt.

## Lebensweise
Über die Lebensräume der Dunklen Röhrennasenfledermaus liegen keine Daten vor. Das Typusexemplar wurde im September in einem Haus gefangen und wollte dort wahrscheinlich überwintern.

## Systematik
Die Dunkle Röhrennasenfledermaus wird als eigenständige Art der Gattung Murina zugeordnet. Die wissenschaftliche Erstbeschreibung stammt von dem Naturforscher Arthur de Carle Sowerby, der die Art im Jahr 1922 anhand eines Individuums aus der Mandschurei als Unterart der Weißbauch-Röhrennasenfledermaus (Murina huttoni) beschrieb. Sie wurde später sowohl der Hilgendorf-Röhrennasenfledermaus (Murina hilgendorfi) wie auch der Rötlichen Röhrennasenfledermaus (Murina leucogaster) zugeordnet, aufgrund deutlicher Unterschiede zu allen bekannten Murina-Arten jedoch als eigenständig beschrieben.
Innerhalb der Art sind neben der Nominatform keine Unterarten bekannt.

## Gefährdung und Schutz
Die Art wird von der International Union for Conservation of Nature and Natural Resources (IUCN) aufgrund fehlender Daten zu den Beständen und zur Ökologie nicht in eine Gefährdungskategorie eingeordnet, sondern als „data deficient“ gelistet. Bestandsgefährdende Risiken für die Art sind nicht bekannt.

## Belege
1. 1 2 3 4 5 6 7 8  Don E. Wilson: Dusky Tube-Nosed Bat. In: Andrew T. Smith, Yan Xie: A Guide to the Mammals of China. Princeton University Press, 2008; S. 384, ISBN 978-0-691-09984-2.
2. ↑  Don E. Wilson: Murina. In: Andrew T. Smith, Yan Xie: A Guide to the Mammals of China. Princeton University Press, 2008; S. 383 ff. ISBN 978-0-691-09984-2.
3. 1 2 3  Murina fusca in der Roten Liste gefährdeter Arten der IUCN 2017-3. Eingestellt von: G. Jones, S. Rossiter, 2008. Abgerufen am 19. März 2018.
4. 1 2  Don E. Wilson & DeeAnn M. Reeder (Hrsg.): Murina (Murina) fusca in Mammal Species of the World. A Taxonomic and Geographic Reference (3rd ed).